# 莱基耶勒圣日耳曼
莱基耶勒圣日耳曼（法語：Lesquielles-Saint-Germain，法語發音：[lekjɛl sɛ̃ ʒɛʁmɛ̃]）是法国上法蘭西大區埃纳省的一个市镇，属于韦尔万区。

## 地理
莱基耶勒圣日耳曼（49°55'53"N, 3°37'15"E）面积16.21 平方千米，位于法国上法蘭西大區埃纳省，该省份为法国北部内陆省份，北起北部省，西接索姆省和瓦兹省，东临阿登省和马恩省，西南至塞纳-马恩省，东北部与比利时接壤。
与莱基耶勒圣日耳曼接壤的市镇（或旧市镇、城区）包括：大弗拉维尼和博兰、吉斯、阿纳普、伊龙、蒂皮尼、瓦当库尔、大韦尔利、维莱莱吉斯。
莱基耶勒圣日耳曼的时区为UTC+01:00、UTC+02:00（夏令时）。

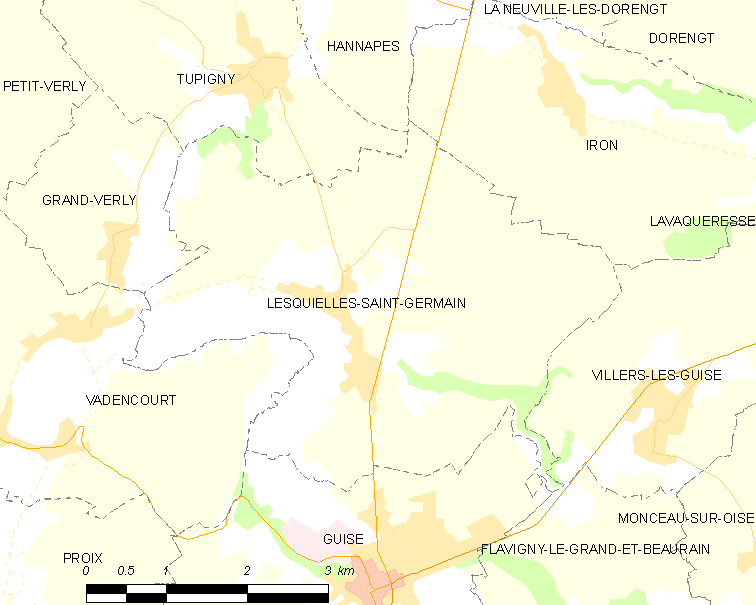
莱基耶勒圣日耳曼的OSM定位图

## 行政
莱基耶勒圣日耳曼的邮政编码为02120，INSEE市镇编码为02422。

## 政治
莱基耶勒圣日耳曼所属的省级选区为吉斯县。

## 人口

1962-2008年间莱基耶勒圣日耳曼人口变化图示

莱基耶勒圣日耳曼于2022年1月1日时的人口数量为776人。